# Diocesi di Fussala
La diocesi di Fussala (in latino Dioecesis Fussalensis) è una sede soppressa e sede titolare della Chiesa cattolica.

## Storia
Fussala, forse identificabile con Henchir-Zebda nell'odierna Algeria, è un'antica sede episcopale della provincia romana di Numidia.
Di questa sede episcopale ci informa in modo dettagliato sant'Agostino in una lettera scritta a papa Celestino I. Il popolo di Fussala era ritornato alla fede cattolica dopo mille difficoltà abbandonando il donatismo; i preti cattolici che in precedenza vi erano stati inviati vennero maltrattati, imprigionati, torturati ed anche uccisi. Il santo vescovo aggiunge che Fussala ed il suo territorio dipendevano dalle sue cure pastorali, ma essendo troppo lontana da Ippona, Agostino vi nominò un vescovo, Antonino, il primo di questa sede, che occupò la sua sede a partire probabilmente dagli anni 411/412.
Ben presto tuttavia Antonino si scontrò con il clero e il popolo della sua diocesi, che lo accusò di malversazioni di ogni sorta, abuso di autorità, oppressione ed appropriazione indebita di beni della Chiesa. Messo sotto giudizio dai vescovi della regione, guidati da Agostino di Ippona, Antonino fu riconosciuto colpevole. Per essere riammesso nella comunione ecclesiale, da cui la sentenza lo aveva escluso, Antonino doveva restituire ciò che aveva sottratto alla Chiesa e ai fedeli di Fussala. Antonino si appellò allora al papa e sottopose il suo caso a Bonifacio I (418-422), con l’appoggio del primate di Numidia. Il caso fu ripreso dal successore Celestino I a cui Agostino d'Ippona indirizzò la lettera suindicata. La mancanza di ulteriori documenti non permettono di conoscere l'esito della causa intentata contro Antonino.
Antonino viene identificato con l’omonimo vescovo che assistette nel 416 al sinodo antipelagiano di Milevi e firmò la lettera sinodale al 58º posto.
Secondo vescovo conosciuto di questa diocesi africana è Meliore, il cui nome appare al 21º posto nella lista dei vescovi della Numidia convocati a Cartagine dal re vandalo Unerico nel 484. Il nome di Meliore è seguito, nella lista, dalla parola nam, il cui significato è discusso: potrebbe essere una deformazione per noc, abbreviazione di non occurrit, cioè non prese parte alla riunione voluta da Unerico; oppure potrebbe essere una abbreviazione per nunc ad metalla, cioè, in occasione della redazione della lista, era condannato ai lavori forzati nelle miniere.
Dal XVII secolo Fussala è annoverata tra le sedi vescovili titolari della Chiesa cattolica; dal 19 giugno 1995 il vescovo titolare è Nikolaus Schwerdtfeger, già vescovo ausiliare di Hildesheim.

## Cronotassi

### Vescovi residenti
- Antonino † (circa 411/412 - dopo il 422)
- Meliore † (menzionato nel 484)

### Vescovi titolari
- Thomas de Castro, C.R. † (30 agosto 1675 - 16 luglio 1685 deceduto)
- Antonio de Acevedo † (18 maggio 1699 - 1713 deceduto)
- Charles O'Reilly † (17 maggio 1793 - 1798 succeduto vescovo di Kilmore)
- Joseph Signay † (15 dicembre 1826 - 14 febbraio 1833 succeduto arcivescovo di Québec)
- Joseph-Martial Mouly, C.M. † (23 agosto 1840 - 4 dicembre 1868 deceduto)
- Paul-Marie Reynaud, C.M. † (7 marzo 1884 - 23 febbraio 1926 deceduto)
- Theodore Labrador Fraile, O.P. † (18 maggio 1926 - 11 aprile 1946 nominato vescovo di Xiapu)
- Francisco Aldegunde Dorrego, O.F.M. † (6 febbraio 1947 - 14 novembre 1956 nominato arcivescovo di Tangeri)
- John A. Choi Jae-seon † (26 gennaio 1957 - 10 marzo 1962 nominato vescovo di Busan)
- José Lamartine Soares † (16 novembre 1962 - 2 aprile 1985 nominato arcivescovo di Maceió)
- Fikre-Mariam Ghemetchu, C.M. † (28 ottobre 1985 - 8 marzo 1995 deceduto)
- Nikolaus Schwerdtfeger, dal 19 giugno 1995